# Gammaridae
Gammaridae es una familia de crustáceos anfípodos. Se distribuyen por el paleártico.

## Clasificación
Se reconocen los siguientes géneros:
- Akerogammarus Derzhavin & Pjatakova, 1967
- Albanogammarus Ruffo, 1995
- Amathillina G. O. Sars, 1894
- Axelboeckia Stebbing, 1899
- Baku Karaman & Barnard, 1979
- Cephalogammarus Karaman & Barnard, 1979
- Chaetogammarus Martynov, 1924
- Comatogammarus Stock, 1981
- Condiciogammarus G. Karaman, 1984
- Dershavinella Birstein, 1938
- Dikerogammarus Stebbing, 1899
- Echinogammarus Stebbing, 1899
- Gammarus Fabricius, 1775
- Gmelina G. O. Sars, 1894
- Gmelinopsis G. O. Sars, 1896
- Ilvanella Vigna-Taglianti, 1971
- Jubeogammarus G. Karaman, 1984
- Jugogammarus S. Karaman, 1953
- Kuzmelina Karaman & Barnard, 1979
- Lanceogammarus Karaman & Barnard, 1979
- Laurogammarus G. Karaman, 1984
- Longigammarus G.S. Karaman, 1970
- Lunulogammarus Krapp-Schickel, Ruffo & Schiecke, 1994
- Lusigammarus Barnard & Barnard, 1983
- Marinogammarus Sexton & Spooner, 1940
- Neogammarus Ruffo, 1937
- Pectenogammarus Reid, 1940
- Rhipidogammarus Stock, 1971
- Sarothrogammarus Martynov, 1935
- Scytaelina Stock, Mirzajani, Vonk, Naderi & Kiabi, 1998
- Shablogammarus Carausu, Dobreanu & Manolache, 1955
- Sinogammarus Karaman & Ruffo, 1994
- Sowinskya Derzhavin, 1948
- Tadzhikistania Barnard & Barnard, 1983
- Tadzocrangonyx Karaman & Barnard, 1979
- Tyrrhenogammarus Karaman & Ruffo, 1989
- Yogmelina Karaman & Barnard, 1979